# Samuel Hanson Stone

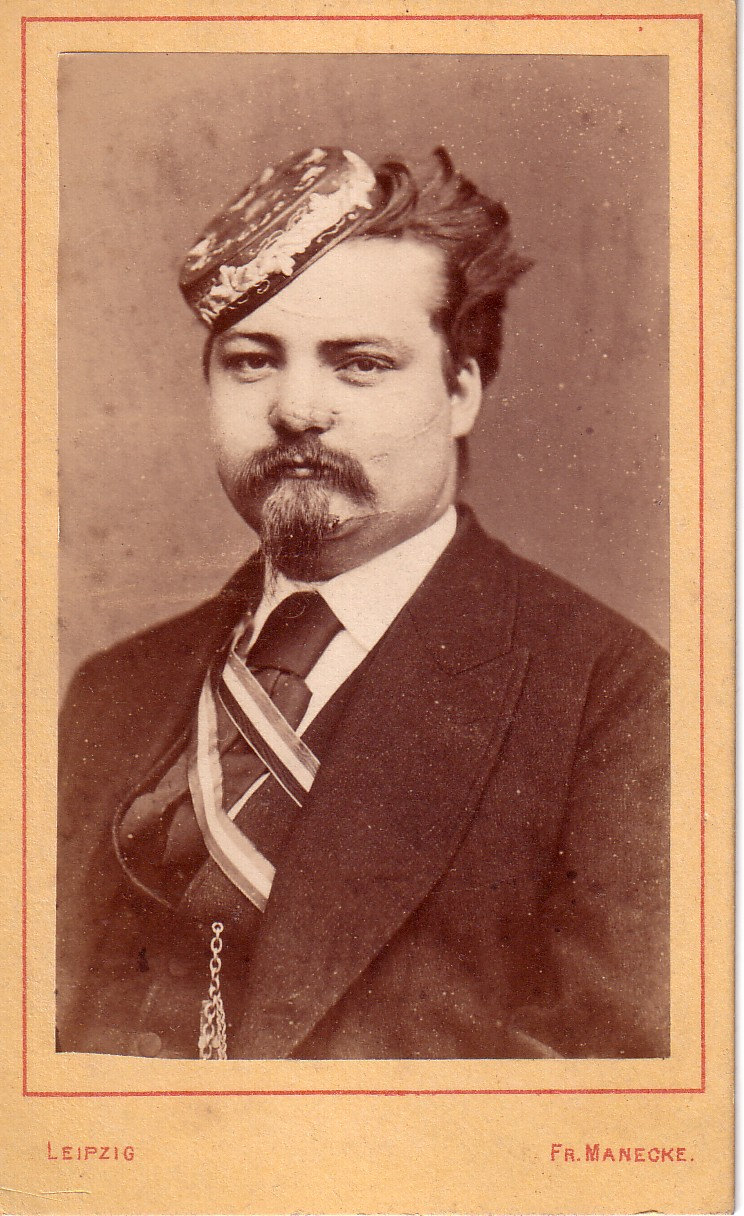
Samuel Hanson Stone als Leipziger Thüringer und Heidelberger Rhenane

Samuel Hanson Stone (* 4. Dezember 1849 bei Richmond; † 3. April 1909 in Galveston) war ein US-amerikanischer Politiker.

## Leben
Stone war ein Sohn des Kaufmanns, Farmers und Bankiers James C. Stone aus Leavenworth, Kansas und der Rechtsanwaltstochter Matilda, geb. Hanson, eine Schwester des Generals der konföderierten Armee Roger Hanson. Er besuchte ab 1864 die Lee High School in West-Massachusetts und begann 1866 mit dem Studium der Rechtswissenschaft an der Universität Leipzig. Im Januar 1870 wechselte er an die Ruprecht-Karls-Universität, wo er – nachdem er schon Leipziger Thüringer geworden war – Mitglied des Corps Rhenania Heidelberg wurde.  Noch im selben Jahr kehrte er in die Vereinigten Staaten zurück und wurde zunächst Kassengehilfe der Second National Bank in Leavenworth. 1874 ließ er sich als Farmer und Unternehmer in Madison County, Kentucky nieder. 1876 gründete er eine Kurzhornrinder- und Rassepferdefarm in der Nähe des Forts Estill Station und wurde zweitgrößter Tabakpflanzer des County.
Stone amtierte 1895–1899 als Auditor of Public Accounts für Kentucky. 1899 unterlag er bei der Nominierung des republikanischen Kandidaten für das Amt des Gouverneurs von Kentucky mit wenigen Stimmen gegen den umstrittenen späteren Amtsinhaber William Sylvester Taylor (1853–1928).